# NGC 4866
NGC 4866 è una galassia lenticolare a circa 110 milioni di anni luce in direzione della costellazione della Vergine. Fa parte dell'Ammasso della Vergine.
Ha una magnitudine apparente nel visibile pari a 9,17 e dimensioni di 6,4 × 1,5 arcominuti.
NGC 4866 fu scoperta da William Herschel il 14 gennaio 1787.
È stata sede della supernova di tipo Ia ASAS SN-15ga.